# Tamara Dobson
Tamara Dobson (Baltimore, 14 mei 1947 – aldaar, 2 oktober 2006) was een Amerikaans fotomodel en actrice.
Aan het Maryland Institute College of Art behaalde zij een graad in de mode. Haar activiteiten op het gebied van de mode deden de 188 cm lange Dobson uiteindelijk bij het bekende modeblad Vogue belanden.
Behalve dat deed zij ook acteerwerk. In het genre van de Blaxploitation-films (films met en voor Afro-Amerikanen) speelde ze de fictieve figuur Cleopatra Jones. Tweemaal verscheen er een dergelijke film met haar in de hoofdrol, een in 1973 - "Cleopatra Jones" - en een in 1975 - "Cleopatra Jones and the Casino of Gold".
Tamara Dobson overleed op 59-jarige leeftijd aan de gevolgen van longontsteking en multiple sclerose.

## Films
- Come Back, Charleston Blue - 1972
- Fuzz - 1972
- Cleopatra Jones - 1973
- Cleopatra Jones and the Casino of Gold - 1975
- Norman... Is That You? - 1976
- Chained Heat - 1983

## Tv
- Murder at the World Series - 1977
- Buck Rogers in the 25th Century: Happy Birthday, Buck - 1980
- Jason of Star Command - 1980-1981
- Amazons - 1984